# مريم هاجري
مريم هاجري (15 سبتمبر 1994) هي لاعبة كرة قدم مغربية، تلعب كمهاجمة للمنتخب المغربي.

## مهنة دولية
شاركت مع المنتخب المغربي في تصفيات كأس الأمم الأفريقية للسيدات في عام 2018.

## الإنجازات
سبورتينغ الدار البيضاء
- دوري أبطال إفريقيا للسيدات :
  -  : 2023
- بطولة شمال إفريقيا :
  -  : 2023

## روابط خارجية
- مريم هاجري  على سكروي